# Eryngium ramboanum
Eryngium ramboanum är en flockblommig växtart som beskrevs av Mildred Esther Mathias och Lincoln Constance. Eryngium ramboanum ingår i släktet martornar, och familjen flockblommiga växter. Inga underarter finns listade i Catalogue of Life.